# Människohandel i Sverige
Människohandel i Sverige är en organiserad transport av människor som syftar till att utnyttja dem för olika ändamål. Jämte narkotika- och vapenhandel är människohandel en av de främsta inkomstkällorna för kriminella organisationer inom den organiserade brottsligheten världen över. Både kvinnor och män samt flickor och pojkar utsätts för människohandel, men kvinnor och unga flickor är de som drabbas mest. Människohandel inträffar oftast över gränserna och emellanåt används offren för andra ändamål än sexuella. I Sverige används även benämningen trafficking.  

## Historia

### Vit slavhandel i Sverige
Under sent 1800-tal och tidigt 1900-tal ägde den så kallade vita slavhandeln rum i Europa. Denna form av slavhandel innebar att unga europeiska kvinnor och barn frestades till utlandet. I utlandet hade de utlovats arbeten som affärsbiträden, sällskapsdamer och barnflickor, men såldes istället till olika bordeller runt om i världen. Handeln fick sin benämning då den främst sökte sig till de "vithyade" kvinnorna och flickorna, då de hade det högsta ekonomiska värdet och därav åstadkom mest pengar inom handeln.
Sverige var också en del av den vita slavhandeln och flera svenska flickor lockades in i handeln. Kring sekelskiftet 1900 var det vanligt att nordiska kvinnor ville emigrera, undgå fattigdomen som rådde i hemlandet, bli självständiga och arbeta; det var de kvinnorna som slavhandlarna lyckades få ett alldeles för hårt grepp om. Drömmen om att få en bättre tillvaro var alldeles för stark för att notera röda flaggor och varnande ord.
De två stora emigrationsvågorna, främst den kvinnliga emigrationen, som ägde rum i Sverige kring sekelskiftet 1900 lyckades den svenska föreningen Vaksamhet och brittiska The National Viglande Association (NVA) koppla samman med den vita slavhandeln. I samband med den vita slavhandelns expansion skapades vid 1800-talets slut ett internationellt samarbete med syfte att bemöta handeln med åtgärder. Initiativet till detta var från engelsmannen William Alexander Coote (NVA). När handeln fick mer uppmärksamhet och allt fler ville få ett stopp på den ändrades handeln från att utnyttja "oskyldiga flickor" till kvinnor med mycket erfarenhet inom prostitution.
I Sverige var det vanligt att flickor från landsbygden for illa när de urbaniserade till den växande storstaden Stockholm. I samband med industrialiseringen hade Stockholm i snabb takt vuxit till att bli en av Skandinaviens största städer, någonting som bidrog till många ekonomiska, politiska och sociala problem. I och med den friare synen på sexualitet som rådde under 1800-talet, som senare resulterade i så kallade Stockholmsäktenskap, var det väldigt många ensamstående mödrar och oäkta barn under 1800-talets senare hälft och tidigt 1900-tal. Dessa behövde kämpa för sin ekonomiska överlevnad. Kvinnolönerna var för tillfället väldigt låga, vilket resulterade i att många kvinnor tvingades bli en del av prostitutionen och så småningom den vita slavhandeln.

### Reglementeringen
Från år 1847 till år 1918 användes ett system vid namn reglementeringen. 1847 öppnades Stockholms två besiktningsbyråer som slogs ihop till en 1859. Reglementeringen innefattade att alla kvinnor som sålde, eller misstänktes för att sälja, sexuella tjänster skrevs tvångsvis in hos besiktningsbyrån som var belägen på Trädgårdsgatan 3 i Gamla stan i Stockholm. På Besiktningsbyrån utsattes de för gynekologiska kontroller av läkare för att främst undersöka ifall den prostituerade i fråga hade fått någon form av könssjukdom. Systemet trädde kraft i syfte att hindra spridningen av könssjukdomar. Man ville försäkra familjefädernas hälsa och gå i god för att de inte skulle bära hem könssjukdomar och sedan sprida de till sina hustrur. När man som kvinna blev inskriven på en besiktningsbyrå berövade man henne på hennes identitetshandlingar och hon gavs istället en bok där hennes besök hos byrån samt hennes aktuella hälsa skulle noteras. Om det visade sig att den undersökta hade en könssjukdom såsom exempelvis gonorré, syfilis etc. tvingades den prostituerade in på ett kurhus för att behandlas mot könssjukdomen och bli smittfri. Reglementeringssystemet avskaffades 1918 i Sverige. Beslutet grundades i argumentet att det systemet kostade mer än det gav.

### Kurhuset Eira

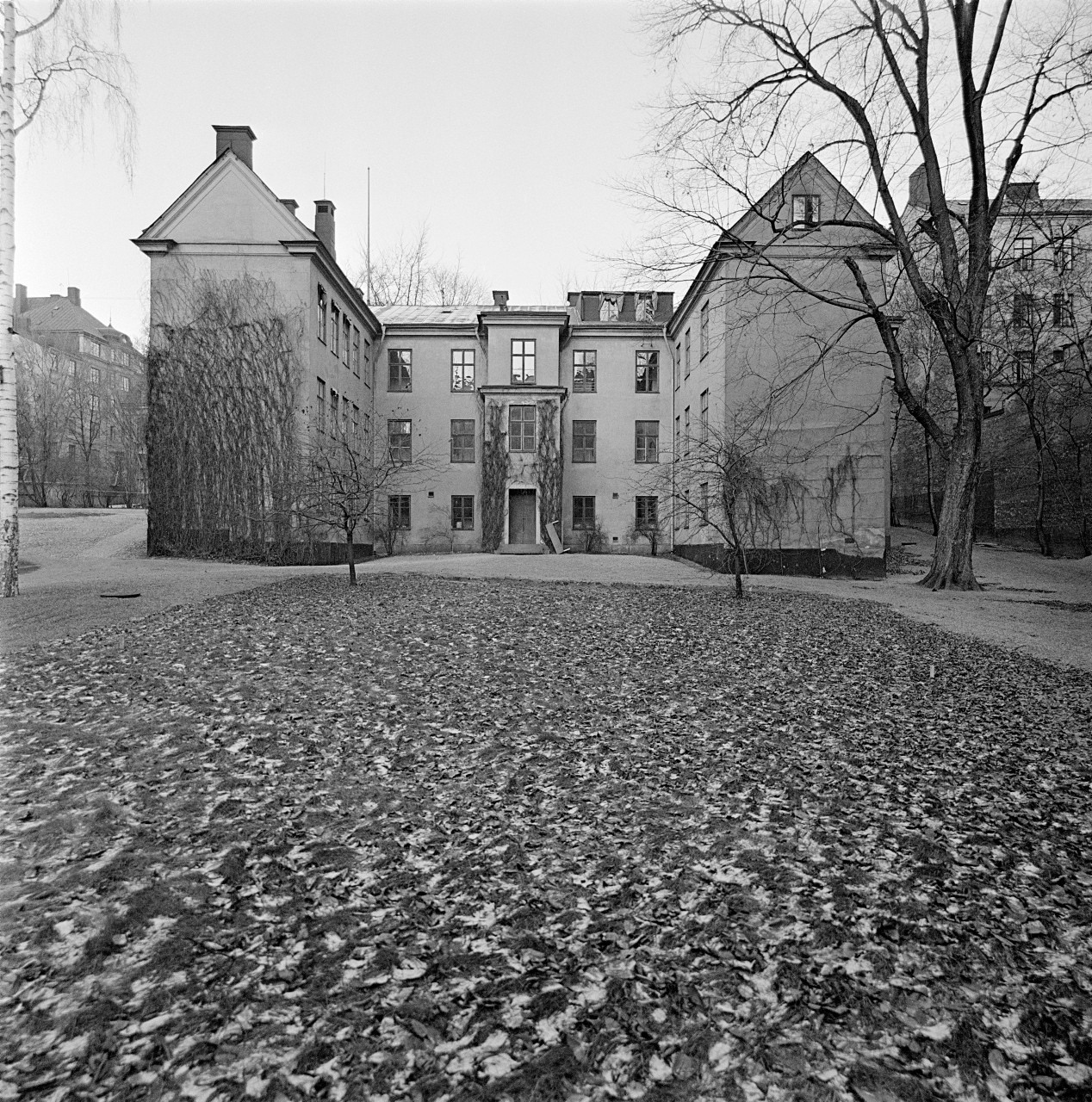
Kurhuset Eira 1955

Om Besiktningsbyråns genomgående gynekologiska tester visade att en prostituerad hade fått en könssjukdom som till exempel syfilis, gonorré och så vidare behövde de genomgå en behandling innan de kunde fortsätta med yrket. 1816 öppnade sjukhuset Eira (även kallat Kurhuset Eira) på Eiraplan i Stockholm. Dess huvudsyfte var att kurera de prostituerade/sexslavarna som hade råkat ut för en könssjukdom. De prostituerade som var utsatta för en könssjukdom behövde genomgå en form av tvångsvård på kurhuset. Kurhuset Eira var verksamt till år 1955, då det stängdes.

### Prostitutionspolisen
År 1859 upprättades en särskild avdelning inom Stockholmspolisen med avsikt att specialisera sig på fall av prostitution och människohandel. Poliserna på avdelningen hade som uppgift att tillse att prostituerade kvinnor anmälde sig hos Besiktningsbyrån. Det fick benämningen att "erhålla reglementering". Polisen skulle även kontrollera att de prostituerade anlände till sin veckoliga besiktning. Deras uppgift var att övervaka prostitutionen med andra ord. Prostitutionspolisen tog emot många brev som innehöll tips från allmänheten på kvinnor som sålde sex. Flera av tipsen var från sexköparna själva. En vanlig anledning till att en sexköpare ville ange en prostituerad var ifall den prostituerade i fråga smittade köparen med könssjukdomar.

### Albert Dahlström

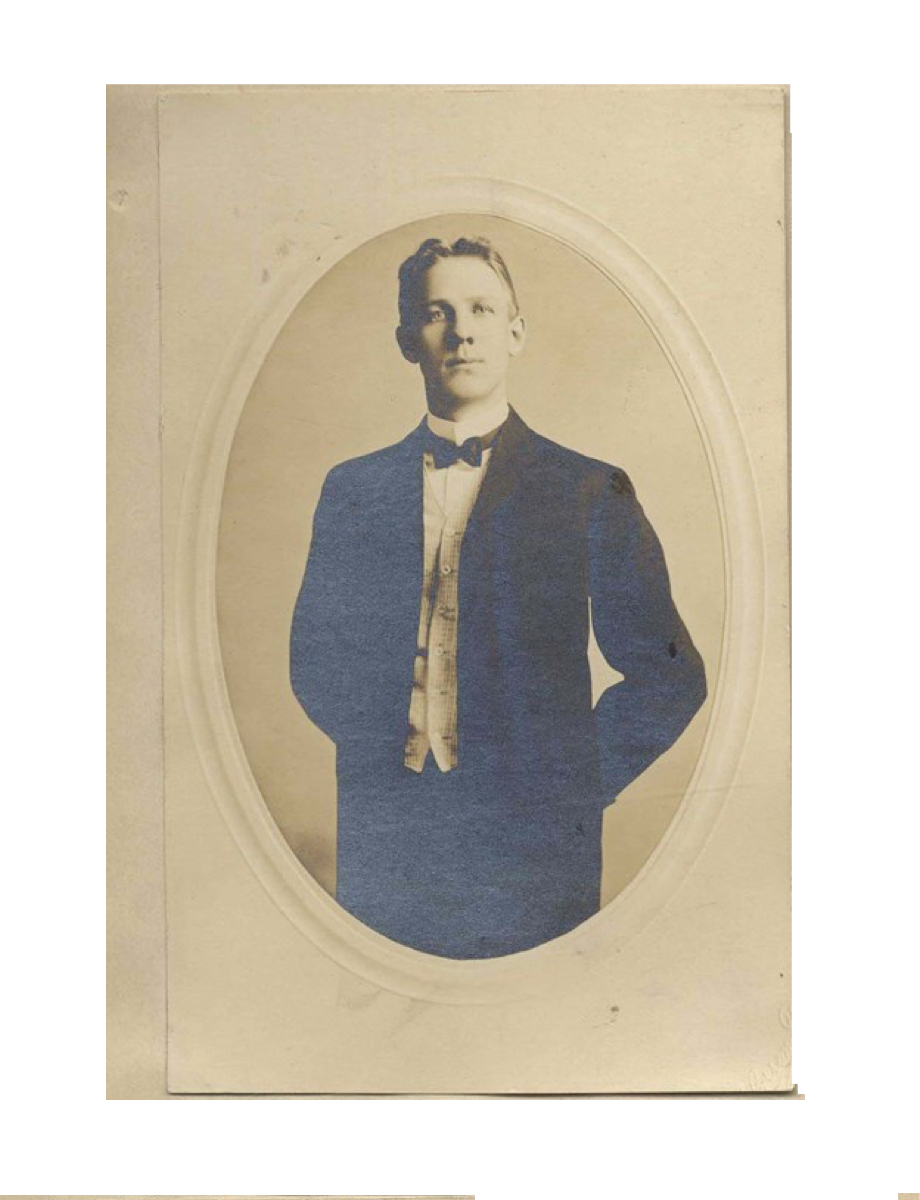
Albert Dahlström på fotografi i polisens arkiv

Gustaf Albert Dahlström föddes år 1873 i Småland och var en svensk sektledare, kvinnoförförare och slavhandlare. 1890 utvandrade han på egen hand till Amerika och bosatte sig i Chicago 1898 tillsammans med sin nyblivna svenska hustru, Ellen, och deras dotter, Martha. Kristen som han var, började han sprida den kristna lärdomen bland svenskamerikanerna i sin nya hemstad. I sinom tid hade han lämnat sin hustru och dotter och omslöt sig av en grupp som bestod av både män och kvinnor. Medlemmarna i denna grupp satte honom på en piedestal och behandlade honom som en ledare.  Dahlström tog med sig en grupp anhängare till den amerikanska delstaten Washington och bildade en koloni. Kolonin var belägen vid Stillaguamish-floden. Samtidigt i Chicago trycktes boken Mrs. Pedersens sanningar Motsvarande Dahlströms lögner upp för att varna kvinnor för honom. Boken skrevs av mrs. Pedersen vars dotter Marta Pedersen äktade Dahlström under mystiska omständigheter. Dahlström kom till att polisanmälas för kvinnorov. Längre fram i rättegången framgick det att han hade fört Marta över statsgränsen till Michigan och äktat henne under falsk information. Marta anklagades för mened.
Senare avslöjades det att han hade äktat flera fruar och kom sedan att ställas inför rätta. Rättegången resulterade i att han dömdes för "vit slavhandel", då han hade brutit mot den amerikanska lagen som förbjöd att transportera kvinnor över statsgränser för "omoraliska syften". Han dömdes till fem års fängelse och borgenssumman fastställdes till 6 000 dollar. Han släpptes mot borgen i slutet av 1914 och flydde i samband med det till Sverige. Han bosatte sig i Ribby i Västerhaninge i Stockholm och väckte snabbt intresse hos polisen i Stockholm i och med hans flytt till Sverige. Polisen blev tipsad om att han skulle driva en dansbana i Västerhaninge på somrarna för att kunna omge sig av och locka till sig unga kvinnor. Polisen påbörjade spaningar som skedde inom ramen för ett internationellt samarbete, angående vit slavhandel, som Sverige medverkade i. Polisens undersökning ledde dock inte till någon rättslig process i Sverige mot honom. Dahlström fortsatte med sitt vacklande liv tills han dog i Huddinge 1964 som hönsfarmare.

## Konsekvenser för offer av människohandel
Efterfrågan på sexuella tjänster och billig arbetskraft är en stor del av problemet. Förebyggande arbete handlar om att påverka inställningen hos dem som köper dessa tjänster. Med det patriarkala samhället och makten män har haft över kvinnor i åtanke kan människohandeln för sexuella ändamål anses som en konsekvens av det. Prostitution har historiskt sett ansetts vara väsentligt för att kunna tillfredsställa männens sexuella behov. För att kunna tillgodose männens behov av sexuella tjänster har man importerat kvinnor från fattiga länder och från de lägre skikten i samhället.

### Konsekvenser av människohandel för sexuella ändamål
Forskning har visat att kvinnor som utsatts för människohandel och kvinnor med erfarenhet av prostitution får samma typer av fysiska samt psykiska sjukdomar och skador. Exempel på skador och sjukdomar är:
- Depression av olika grad,
- Posttramautiskt stressyndrom (PTSD),
- Könssjukdomar av olika grad. Vissa botliga med antibiotika (ex. klamydia och syfilis), vissa obotliga (ex. HIV och aids.),
- Skador på fortplantningsorganen som kan leda till ex. sterilitet,
- Skador från misshandel,
- Skador från sexuella övergrepp.[21]

### Berättelse från offret "Ania"
Ania (för att skydda offrets identitet har hon namngivits Ania i intervjun, men heter egentligen något annat) växte upp i en stad i Vitryssland tillsammans med sin familj. Hennes föräldrar var gravt alkoholiserade, barnen i familjen misshandlades och utnyttjades sexuellt. Familjen levde under fattiga förutsättningar och hade sällan pengar till mat eller hyra. 
Hon flydde som 16-åring från sitt trasiga hem och bodde hos olika kompisar ett tag. Hon lyckades dock inte få någon egen bostad eller jobb. Så småningom träffade hon en man som hon blev förälskad i. Han erbjöd henne att följa med honom till Sverige och arbeta där, då det enligt honom var så enkelt att få arbete där till skillnad från i Vitryssland. Efter att ha känt honom i fyra månader beslöt hon sig för att följa med honom till Sverige. 
När de hade befunnit sig i Sverige i några dagar upplevde Ania det som att hennes pojkvän hade förändrats personlighetsmässigt och blivit kall och hård till beteendet. Han tog med henne för att besöka sin kompis och bad henne att vänta där medan han skulle iväg en stund. Hon lämnades där och såg aldrig mer sin pojkvän. Mannen hon lämnades hos var i 50-årsåldern. Han misshandlade henne, våldtog henne och höll henne inlåst i sovrummet under flera månaders tid. De enda gångerna hon fick lämna rummet var när hon skulle äta, eller när han körde iväg henne till andra män som också våldtog henne. Mannen tvingade henne att sälja sex. Hon kördes till nya män varje dag, cirka 5-6 stycken om dagen. Ania utsattes för detta i närmare fyra månader tills polisen kom en natt när hon var hos en sexköpare. 
Efter perioden som hon föll offer för människohandeln hade Ania smittats av flera olika könssjukdomar, fick ta medicin för magen i och med att hon inte kunde äta och behålla mat. Hon fick grava psykiska besvär och pratade med en terapeut om vad hon utsatts för och tog i början medicin för att kunna sova om nätterna. När hon så småningom återvände till sin hemstad i Vitryssland fortsatte mardrömmarna och hennes psykiska mående förblev dåligt. Ania tror inte att det finns många som mår bra efter att ha utsatts för människohandel.

## Människohandel idag

### Människohandel för sexuella ändamål
I Sverige förekommer människohandel för sexuella ändamål främst i storstäder, men fenomenet existerar även på mindre orter runtom i landet. Som tidigare benämnt är det oftast kvinnor och unga flickor som utnyttjas och de flesta av dem förs till Sverige från främst Rumänien, Nigeria och Polen. De flesta kvinnorna är medvetna om att de kommer utnyttjas för prostitution, men de förblir omedvetna om de riktiga villkoren som ingår i det. De utlovas oftast andra villkor än vad de utsätts för. Exempelvis kan de komma till att skuldsättas och förväntas i många fall betala tillbaka pengar för resekostnader, hyra, annonsering, föda och hygienartiklar; något som de inte blev lovade från början.
Människohandel för sexuella ändamål blev 2002 uppmärksammat genom Lukas Moodyssons film Lilja 4-ever. Under 2003 gjordes 22 anmälningar, en siffra som genomsnittligt varit ganska konstant sedan dess. Sju av anmälningarna 2010 rörde barn under 18 år. I genomsnitt har 2,2 fall lett till fällande dom per år.

#### Juridik
Den som bemäktigar sig och för bort eller spärrar in ett barn eller någon annan med uppsåt att skada honom eller henne till liv eller hälsa eller att tvinga honom eller henne till tjänst eller att öva utpressning, döms för människorov till fängelse på viss tid, lägst fyra och högst arton år, eller på livstid.
Är brottet mindre grovt, döms till fängelse i högst sex år. För att räknas som människorov ska gärningsmannen ha ett särskilt uppsåt att skada, tvinga, utpressa eller senare våldta offret.
Den som, i annat fall genom olaga tvång, vilseledande, utnyttjande av någons utsatta belägenhet eller med annat sådant otillbörligt medel rekryterar, transporterar, överför, inhyser eller tar emot en person i syfte att han eller hon ska exploateras för 
- sexuella ändamål,
- avlägsnande av organ,
- krigstjänst,
- tvångsarbete eller
- annan verksamhet i en situation som innebär nödläge för den utsatte,

döms för människohandel till fängelse i lägst två och högst tio år.
Den som begår en gärning som avses i första stycket mot en person som inte har fyllt arton år döms för människohandel även om inte något sådant otillbörligt medel som anges där har använts. Är ett brott som avses i första eller andra stycket mindre grovt, döms till fängelse i högst fyra år.
Om offret är ett barn, det vill säga en person under 18 år, krävs det inte att något otillbörligt medel används. Detta beror på att man anser att barn är särskilt sårbara och automatiskt befinner sig i ett underläge i relation till vuxna.
En man som vid olika tillfällen rövat bort och våldtagit två nioåriga flickor har dömts för människorov och grov våldtäkt samt förpliktats att utge skadestånd med 250 000 kr i det ena fallet och 200 000 kr i det andra fallet.
Palermoprotokollets definition användes av Sverige när man 1 juli 2002 införde människohandel för sexuella ändamål som ett nytt brott i Sverige.
Vid utredning om brott är hemlig rumsavlyssning (buggning) tillåtet.
Regeringen har den 26 mars 2010 överlämnat en ny proposition till riksdagen innehållande bland annat förstärkt skydd vid människohandel.

#### Omfattning
Olika undersökningar om omfattningen av människohandel för sexuella ändamål har gett olika resultat. Niina Vuolajärvi, forskare vid London School of Economics, presenterade 2022 resultatet av en undersökning om situationen bland sexarbetare/prostituerade i Norge, Sverige och Finland mellan 2012 och 2019. Enligt de intervjuade (varav minst 129 inom sexbranschen) var 6 procent av dem offer för människohandel, en siffra som enligt Vuolajärvi liknar resultaten av minst tre andra studier. Den svenska polisen uppgav att de 2019 registrerat 276 fall av människohandel (oavsett typ) och 133 fall av koppleri. I en svensk studie presenterad för Jämställdhetsmyndigheten 2021 angav 80 procent av de tillfrågade inom sexbranschen att de i sitt arbete hotats med eller utsatts av brott. Under 2023 upptäckte Jämställdhetsmyndighetens regionkoordinatorer 182 fall av människohandel för sexuella ändamål (jämfört med 189 fall av övriga typer av människohandel).

### Människohandel med barn
Människohandel med barn för sexuella ändamål i Sverige berör oftast unga flickor i sena tonåren. Det påträffas att barn förs till Sverige för att begå brott och tigga. Det finns flera faktorer till varför barn kan komma till att bli offer för människohandel. Några av dessa faktorer är:
- stor efterfråga på sexuella tjänster
- billig arbetskraft
- fattigdom
- social utsatthet
- låg utbildningsnivå i kombination med begränsade valmöjligheter

Det är vanligt att barnen tilldelas nya identiteter av människohandlarna och transporteras från sina hemländer. Detta system gör det betydligt svårare för svenska polisen att kartlägga människohandeln och hitta fungerande åtgärder.

### Människohandel för tvångsarbete
I dagens samhälle utnyttjas människor även för andra ändamål än sexuella. Exempel på andra ändamål är tiggeri, tvångsarbete och arrangerad brottslighet. Att människohandlarna tar offrens passhandlingar eller andra legitimationer när de anländer till sitt destinationsland, i detta fall Sverige, för att de ska ha en begränsad rörlighet är en vanlig företeelse. Efter det arbetar handelns offer av en imaginär skuld; något som de luras in på. Tvångsarbete förekommer inom flera branscher, men exempel på branscher som det sker inom är hotell och restaurang, trädgårdsarbete, byggarbete och asfalts- och stenläggningsarbete.

## Svensk lagstiftning
1999 tog Sverige initiativ till sexköpslagen där köparna stod i fokus, vilket skiljde sig från tidigare försök till att besegra både prostitution och människohandel. Tidigare hade man velat lägga skulden på rekryterarna och kopplarna, människohandlarna med andra ord, dock inte köparna. Från och med 2002 blev människohandel för sexuella ändamål brottsligt i Sverige. Lagen utvecklades år 2004 och kom även till att omfatta människohandel med andra syften än sexuella ändamål, såsom exempelvis tvångsarbete och handel med organ. Det antogs en ny paragraf om människohandel år 2010 som innefattade att det som man kallar det kontrollrekvisitet raderades. 2018 accepterades en moderniserad paragraf om människohandel till lagen samtidigt som en helt ny paragraf om människoexploatering tillkom. Sverige använder sig av det abolitionistiska förhållningssättet och strävar i och med det efter att avskaffa prostitutionen genom att kriminalisera köparna och inte de prostituerade; Sverige är ensamma med att endast kriminalisera köparna.

### Människoexploatering
I Sverige döms man för människoexploatering om man utnyttjar en person till arbete under gravt orimliga villkor, tvångsarbete eller tiggeri. Straffet man tilldelas i Sverige varierar, men är som maximalt fyra år i fängelse. Ifall offret för människohandeln är under 18 år behövs det inte ha brukats någon form av olämpliga medel (exempelvis tvång, hot eller våld) av människohandlarna gentemot offer i fråga för att gärningsmannen ska dömas för människoexploatering och straffas. Förövaren eller förövarna ska, enligt svensk lag, dömas för grov människoexploatering enligt såvida brottet i fråga berör en eller flera verksamheter som utövats i större omfattning, resulterat i en väsentlig vinning eller medfört ett obarmhärtigt utnyttjande av offer för människohandel. Grov människoexploatering innefattar utnyttjande i hög grad. Om man döms till detta brott kan man förvänta sig ett fängelsestraff på mellan två och tio år.

### Palermoprotokollet (2000)
Förenta nationerna (FN) accepterade år 2000 en gemensam definition av människohandel i "Tilläggsprotokoll om förebyggande, bekämpande och bestraffande av handel med människor, särskilt kvinnor och barn" . I sinom tid kom detta protokollet till att kallas Palermoprotokollet. Den 12 december år 2000 undertecknade Sverige protokollet, men det kom inte till att träda i kraft i landet förrän den 31 juli 2004. Syftet med protokollet är att förhindra samt bekämpa människohandel, i synnerhet den som berör kvinnor och barn, att värna och assistera handelns offer med full respekt för offrens mänskliga rättigheter. Protokollet främjar även samarbete mellan parterna för att uppnå ovanstående syften.